# Catacomb 3D
Catacomb 3-D – gra komputerowa z gatunku first-person shooter stworzona przez id Software i wydana przez firmę Softdisk w 1991 roku. Catacomb 3-D używa silnika, który stał się podstawą przy kolejnej grze firmy – Wolfenstein 3D. Był on ulepszoną wersją silnika gry Hovertank 3D. Pojawiły się w nim tekstury oraz płaskie obiekty na ścianach zamiast jednobarwnych bloków.
Gra stworzona została w technologii 3D na tym samym silniku co Wolfenstein 3D, a jej akcja osadzona jest w lochach. Głównym bohaterem jest arcymag z Thorii, zaś celem – zabicie Grelminara. Gracz ma do dyspozycji jedynie kule ognia, używane do zabijania przeciwników lub niszczenia ściany, jeżeli jest to konieczne. Możliwe jest znalezienie uzdrawiających mikstur, kluczy oraz zwojów zawierających podpowiedzi. Poziom zdrowia sygnalizowany jest wyglądem twarzy bohatera (podobnie jak w grze Wolfenstein 3D).